# Eidolus
Eidolus là một chi bọ cánh cứng trong họ 
Elateridae.
Chi này được miêu tả khoa học năm 1857 bởi Candèze.

## Các loài
Chi này có các loài:
- Eidolus linearis Candèze, 1857